# Văleni (okręg Sybin)
Văleni – wieś w Rumunii, w okręgu Sybin, w gminie Micăsasa. W 2011 roku liczyła 15 mieszkańców.